# Mérey-sous-Montrond
Mérey-sous-Montrond korábbi község (település) Franciaországban, Doubs megyében. 2022. január 1-jén Villers-sous-Montrond községgel egyesült és Les Monts-Ronds új község része lett.
Lakosainak száma 436 fő (2018. január 1.). Mérey-sous-Montrond La Vèze, Montrond-le-Château, Tarcenay, Villers-sous-Montrond és Tarcenay-Foucherans községekkel határos.

## Népesség
A település népességének változása:
| Lakosok száma | 178  | 187  | 402  | 421  | 433  | 436  | 427  | 433  | 430  | 436  |
|               | 1968 | 1975 | 1982 | 1999 | 2006 | 2011 | 2013 | 2016 | 2017 | 2018 |